# Cuango (Colón)
Cuango es un corregimiento del distrito de Santa Isabel en la provincia de Colón, República de Panamá. La localidad tiene 442 habitantes (2010).
Sus límites son: 
Norte: El Mar Caribe 
Sur: Parque Nacional Chagres
Este: Corregimiento de Playa Chiquita
Oeste: Corregimiento de Miramar